# Jure Jerković
Jure ("Jurica") Jerković (Split, 25 februari 1950 - aldaar, 3 juni 2019) was een voetballer uit Joegoslavië, die speelde als aanvallende middenvelder. Hij werd driemaal uitgeroepen tot beste buitenlandse speler in Zwitserland.

## Spelerscarrière
Jerković voetbalde gedurende zijn carrière voor achtereenvolgens Hajduk Split, FC Zürich en FC Lugano. Hij won driemaal (1971, 1974 en 1975) de Joegoslavische landstitel en kroonde zich met FC Zürich eenmaal tot kampioen van Zwitserland (1981).

## Interlandcarrière
Op 12 april 1970 debuteerde Jerković voor de nationale ploeg van Joegoslavië in de vriendschappelijke wedstrijd tegen Hongarije (2-2). In totaal speelde Jerković 43 officiële interlands en scoorde hij zes keer voor zijn vaderland. Jerković nam met de nationale ploeg deel aan het WK voetbal 1974, het EK voetbal 1976 en het WK voetbal 1982.

## Erelijst
FK Sarajevo
- Joegoslavisch landskampioen

1971, 1974, 1975
- Beker van Joegoslavië

1972, 1974, 1976, 1977
 FC Zürich
- Zwitsers landskampioen

1981